# Navadna jarica
Navadna jarica (znanstveno ime Eranthis hyemalis), tudi mrazovka ali ozimek, je v naravi redka, precej bolj pogosta je na gredicah in je ena prvih pomladnih cvetic.
Cveti od februarja do konca aprila, običajno še med ostanki snega. Jarico prepoznamo po vretencu dlanasto deljenih ovršnih listov na 5 do 15 cm visokem steblu, vrh katerega se odpre en sam rumen cvet velikosti 3-5 cm. Ta ima nadraslo plodnico in številne prašnike.
V Sloveniji v naravi raste na pogorju Bohorja v Posavju. Sicer pa raste v pasu od južne Francije do Bolgarije.

## Etimologija
Beseda Eranthis je sestavljenka iz grških besed är spomladanski, anthos cvet in hyemalis zimski, pozimi cvetoč. V slovenščini poznamo več izrazov, ki kažejo, da cvetlica zacveti še pozimi: mrazovka, ozimek, ozimna roža, jarica, po Pleteršniku tudi božični koren. Pogovorni izraz je ta rumena po barvi cveta.

## Zaščita
Zaradi svoje redkosti je v Sloveniji navadna jarica potencialno ogrožena in zato uvrščena na Rdeči seznam praprotnic in semenk. 

## Gojenje
Jarico so v Anglijo prinesli že leta 1567. Vrtnarji se niso zadovoljili z naravnimi vrstami, zato so vzgojili križance in različne sorte. Križanci so neplodni in se razmnožujejo le z razraščanjem matične rastline.